# Petropedetes vulpiae
Petropedetes vulpiae es una especie de anfibio anuro de la familia Petropedetidae.

## Distribución geográfica
Esta especie es endémica de África central. Se encuentra hasta 1000 m sobre el nivel del mar desde el este de Nigeria a través de Camerún hasta el sur de Gabón y en la frontera con la República del Congo.

## Etimología
Esta especie lleva el nombre en honor a Christine Fuchs, de hecho vulpes significa en latín lo mismo que fuchs en alemán, es decir, "el zorro".

## Publicación original
- Barej, Rödel, Gonwouo, Pauwels, Böhme & Schmitz, 2010 : Review of the genus Petropedetes Reichenow, 1874 in Central Africa with the description of three new species (Amphibia: Anura: Petropedetidae). Zootaxa, n.º 2340, p. 1-49.[3]